# Xã Bridgeton, Quận Bucks, Pennsylvania
Xã Bridgeton (tiếng Anh: Bridgeton Township) là một xã thuộc quận Bucks, tiểu bang Pennsylvania, Hoa Kỳ. Năm 2010, dân số của xã này là 1.277 người.